# Agrilus hildebrandti
Agrilus hildebrandti é uma espécie de inseto do género Agrilus, família Buprestidae, ordem Coleoptera.
Foi descrita cientificamente por Harold, 1878.